# 지멘스 벨라로
지멘스 벨라로(독일어: Siemens Velaro)는 독일의 동력분산식의 고속철도 차량의 한 종류로 독일철도에서 운행되고 있는 ICE 3를 기반으로 하고 있다. ICE 3와 달리 지멘스 벨라로는 지멘스의 완제품으로 스페인의 국영 철도 기업인 렌페가 AVE의 노선망에 도입하기 위해, 지멘스 벨라로 E(독일어: Siemens Velaro E)를 도입했다. 중화인민공화국 철도부에서 징진 고속철도 전용으로 동일본여객철도의 E2계를 기반으로 제작된 중국고속철도 CRH2와 함께, 중국고속철도 CRH3로 도입되었다. 러시아 철도의 경우 모스크바 ~ 상트페테르부르크, 니즈니노브고로드 구간 각 노선에 광궤용 지멘스 벨라로 러스(독일어: Siemens Velaro RUS)가 도입되었다. 내셔널 레일에서  런던 ~ 쾰른 ~ 암스테르담 구간의 전용으로 지멘스 벨라로 E320(독일어: Eurostar e320)의 도입이 되면서 2015년 12월부터 영업을 시작하였다.

## 세부 모델

### 독일철도 403급
독일철도 403급(독일어: DBAG Class 403) 또는 ICE 3는 기존 모델인 ICE 1, ICE 2 모델보다 내구성이 더 강한 고속열차를 제작하는 것을 목적으로 견인 전동기를 분산하는 모델을 채택하면서 달성되었다. 영업 최고 속도로 330km 운행을 허가했고 첫 운행 당시 최고 속도가 368km를 도달했다. 인터시티익스프레스의 최고 영업 속도가 300km에 해당된다.
1997년에 쾰른-프랑크푸르트 고속철도 노선에 투입하기 위해 50편성을 지멘스와 ADtranz에 주문했다.

### 독일철도 406급
독일철도 406급(독일어: DBAG Class 406) 또는 인터시티익스프레스 3M호(독일어: ICE 3M)는 이전 차량보다 더 높은 출력, 더 가벼운 열차를 제작한다는 목표로 설계되었다. 이를 위하여 기존 차량과는 달리 16개의 전동기를 열차 하부에 배치하는 동력 분산식으로 설계하였다. 시험 운행에서는 영업 최고 속도 시속 368km를 경신했고, 허용된 영업 최고 속도는 시속 330km이다. 일반 ICE 서비스에서는 선로 한계 때문에 시속 300km지만 내며, 프랑스 LGV 에스트에서는 시속 320km까지 낼 수 있다.

### 지멘스 벨라로 D
지멘스 벨라로 D(독일어: Siemens Velaro D)는 2008년 11월에 독일철도가 5억 유로를 들여 주문했다. 2010년 4월에 독일 노르트라인베스트팔렌주 크레펠트 지멘스 공장에서 최초로 지멘스 벨라로 D를 공개했다.
영업 최고 속도의 경우 시속 320km로 설계되었고, 기존의 모델보다 더 넓어졌고 소음이 감소되었다. 또한 이전 모델과 달리 결함을 줄였고 사고와 화재에 대비해 안전 장치가 장착되었다. 한편 새롭게 도입된 열차는 독일 노선에 국한되지 않고 벨기에, 프랑스, 네덜란드를 잇는 국제 노선에 도입하기 위해 발주했다.
또한 채널 터널 운행을 목적으로 독일철도가 2015년까지 프랑크푸르트에서 암스테르담, 런던을 잇는 국제 고속열차 노선에 도입하기 위해 발주를 검토했으나 도입 지연으로 발주가 모두 취소되었다.

### 지멘스 벨라로 E
지멘스 벨라로 E(독일어: Siemens Velaro E)는 2001년 지멘스에서 지멘스 벨라로 모델을 기초로 발주해 현재는 26편성으로 운행하고 있다. 바르셀로나 ~ 마드리드 간의 고속철도 노선에 도입해, 당초 예정한 최고 영업 속도 350km와 소요 시간 2시간 25분 달성 시스템 문제로 시행이 불가능하면서 최고 영업 속도 300km, 소요 시간 2시간 30분으로 운행 했다가 2011년부터 최고 영업 속도를 310km를 조정했다. 2005년 7월에 초기분이 도입되어 2006년 1월부터 시험 운행을 시작으로 같은 해 7월에 스페인 국내 철도 사상 영업 최고 속도인 403.7km를 기록했다. 2007년 6월부터 상용 운행에 들어갔다.

### 지멘스 벨라로 러스
지멘스 벨라로 러스(독일어: Siemens Velaro RUS)는 2006년 5월 19일에 지멘스는 8편성의 지멘스 벨라로 러스를 30년간 점검 계약을 포함한 수주를 달성했다고 발표하였다. 계약은 총 6억 유로로 모스크바 - 상트페테르부르크, 모스크바 - 니즈니노브고로드 구간을 최고속도 250km/h로 운행하기 위해 도입된다.
지멘스 벨라로 러스는 러시아 궤 및 러시아의 자연 환경에 맞추어 설계되었다. 그 예로, 차체 폭이 33cm 늘어난 3,265mm이다. 전체 편성 중 4편성은 직류 3kV와 교류 25kV 구간 모두를 운행할 수 있고, 나머지 편성은 직류 3kV만 지원한다. 편성 길이는 10량 편성 250m로 정원은 600명이다. 차량의 제조 개발은 독일의 얼랑겐 등지에서 제작되었다. 직류용으로 만들어진 4편성은 2009년에 모스크바 - 상트페테르부르크 노선에 도입된데 이어 직교류 4편성은 2010년부터 모스크바 - 니즈니노브고로드 구간에 투입되었다.

### 지멘스 벨라로 CRH3
지멘스 벨라로 CRH3(독일어: Siemens Velaro CRH3)은 중화인민공화국 철도부의 제6차 재래선 증속 계획을 위해 독일 지멘스의 기술 제공 라이선스에 의해서 중화인민공화국의 차량 메이커가 제조하는 고속철도 차량이다.

### 지멘스 벨라로 E320
지멘스 벨라로 E320(독일어: Siemans Velaro E320)은 유로스타 인터내셔널의 고속열차로 유로스타를 운영하고 있다. 지멘스 벨라로를 기반으로 개발된 고속열차로 2010년 7월에 내셔널 레일이 런던 ~ 쾰른 ~ 암스테르담 전용 열차를 운행하기 위해 10편성을 발주했고 2014년에 7편성을 추가로 발주했다. 2015년 12월에 최초로 운행에 들어갔다.

### 지멘스 벨라로 TR
지멘스 벨라로 TR(독일어: Siemens Velaro TR)은 지멘스 벨라로 모델을 기반으로 도입한 차량으로 터키 국유철도에서 운행하고 있다. 8량 편성으로, 길이는 200m, 지멘스 벨라로 D 모델을 기반으로 제작된 초기분의 경우 460명의 승객을 수용하는 반면 지멘스 벨라로 TR 모델을 기반으로 제작된 2차분과 3차분의 경우 519명의 승객을 수용과 동시에 최고 영업 속도는 300km로 주행이 가능하다.

## 사진

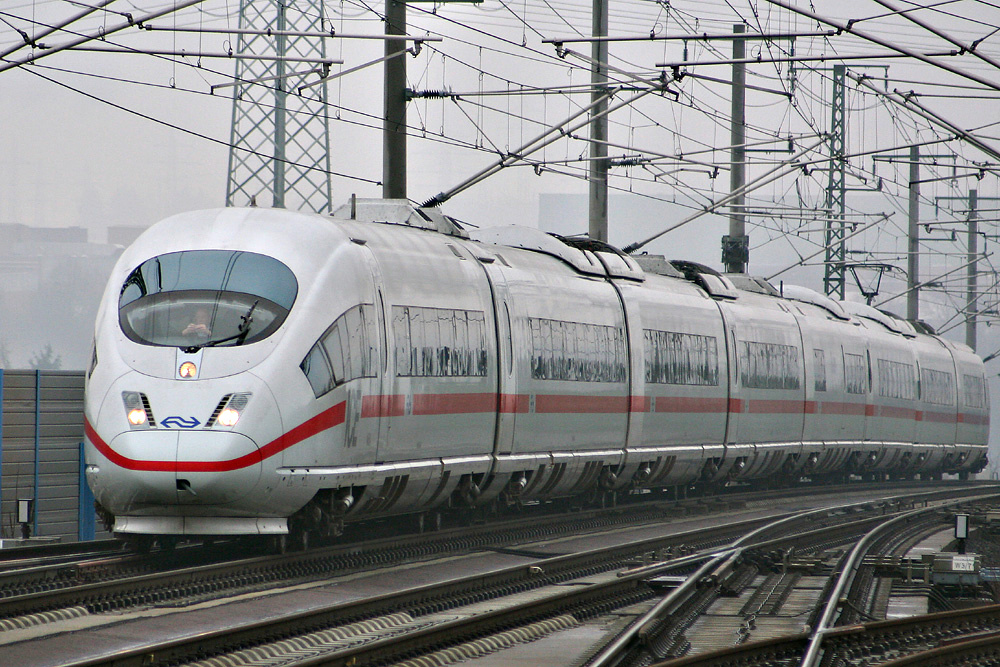
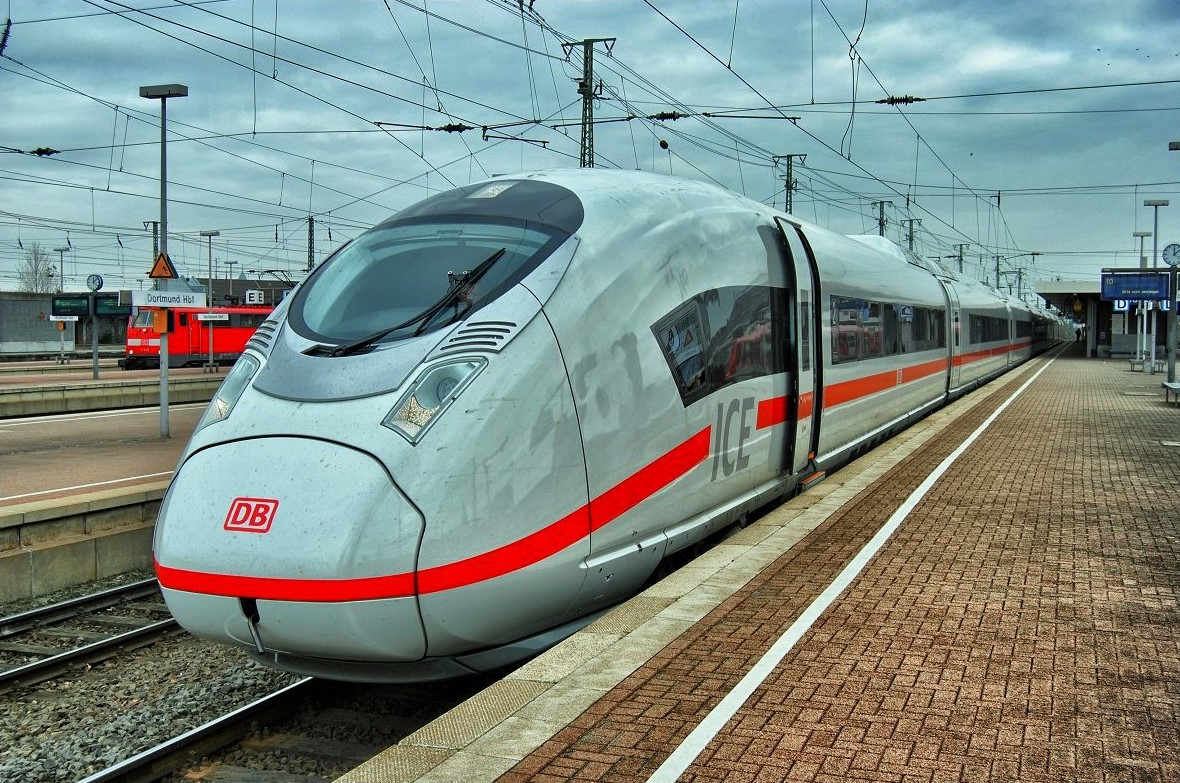
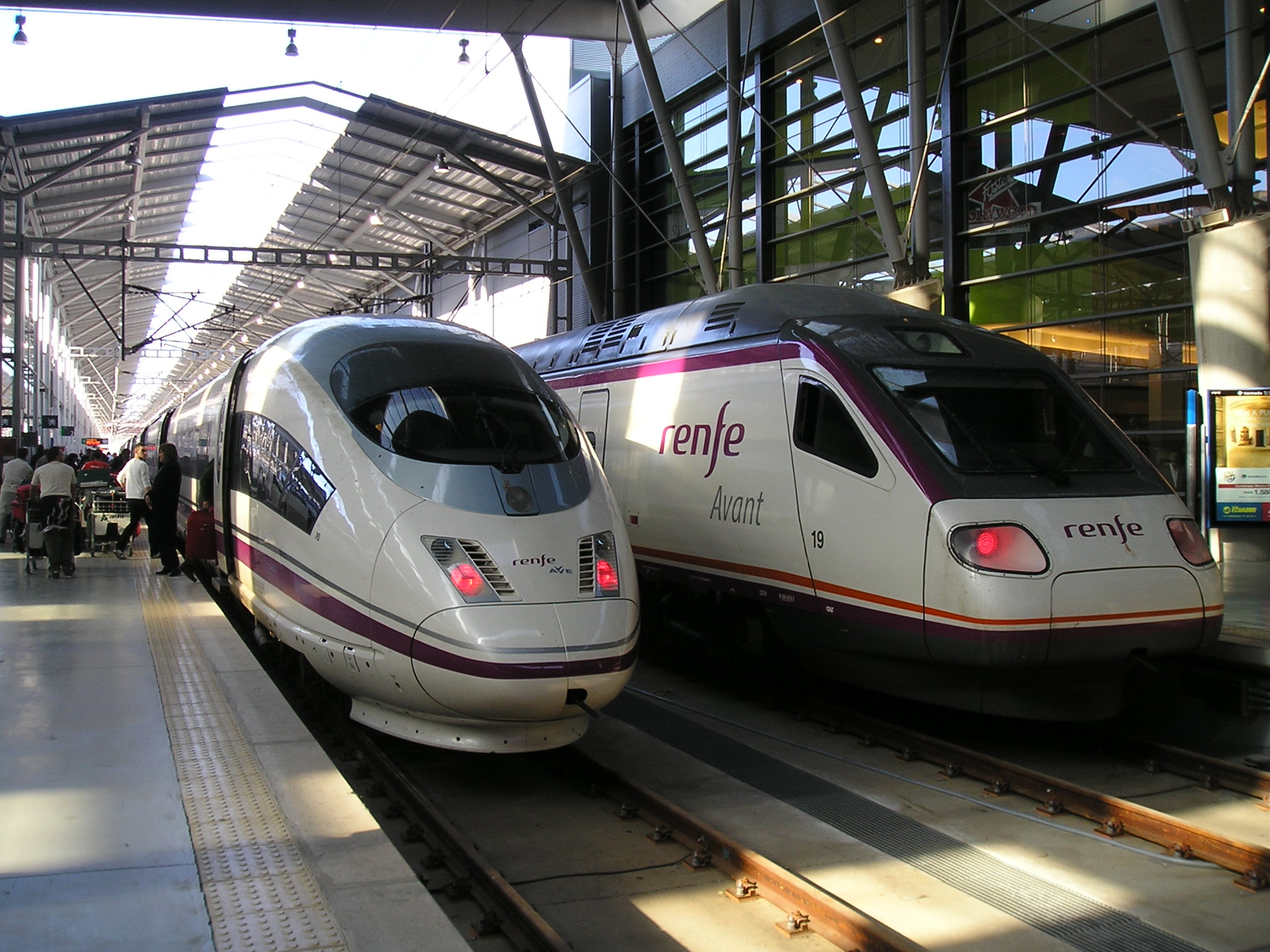
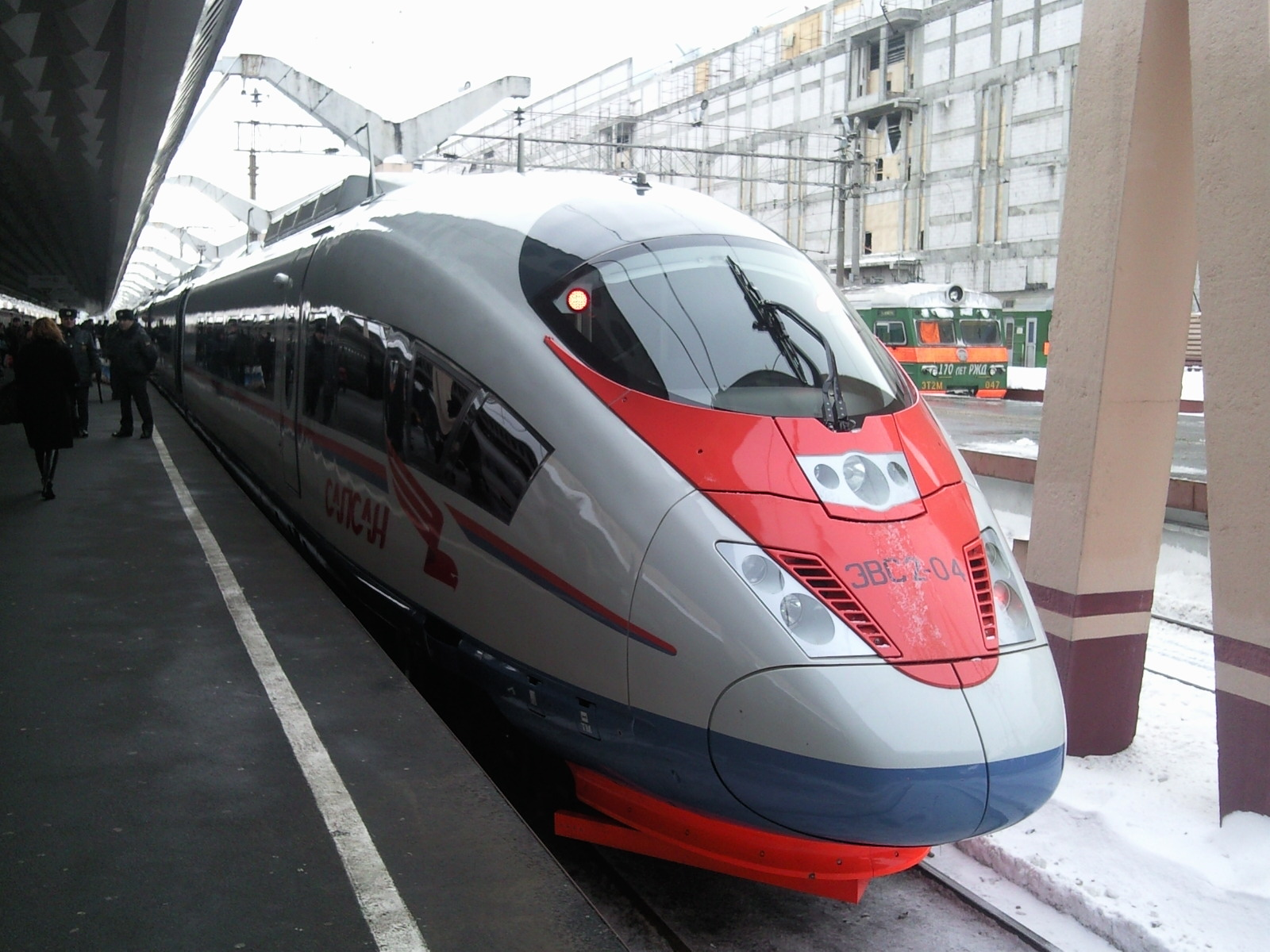
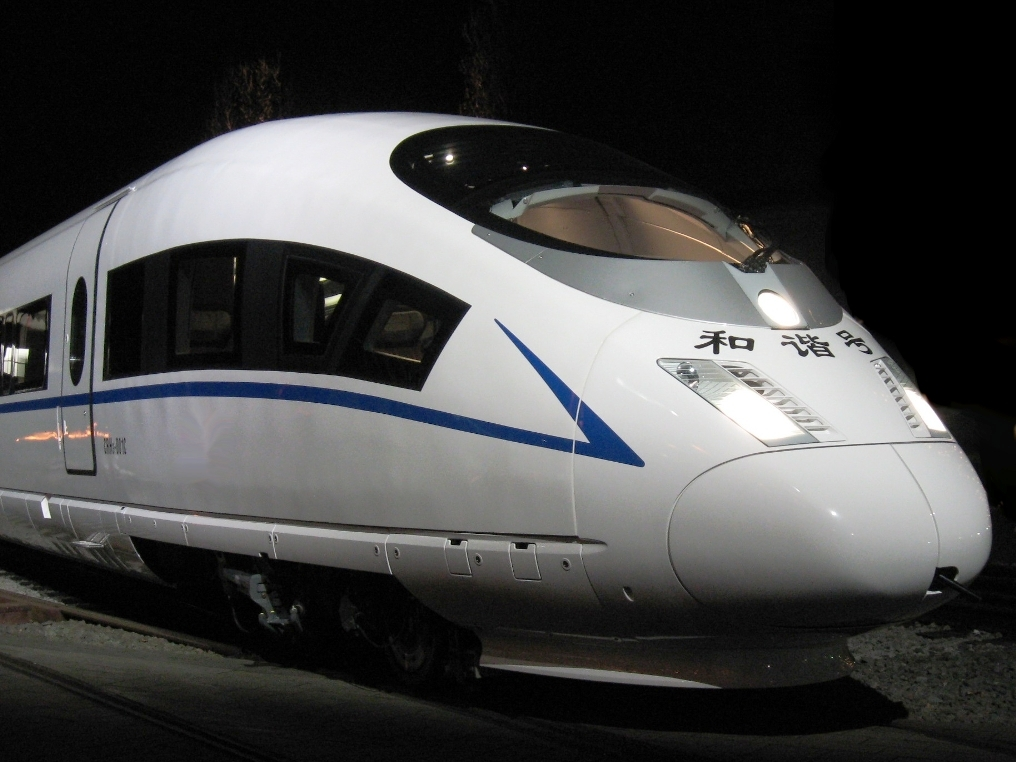
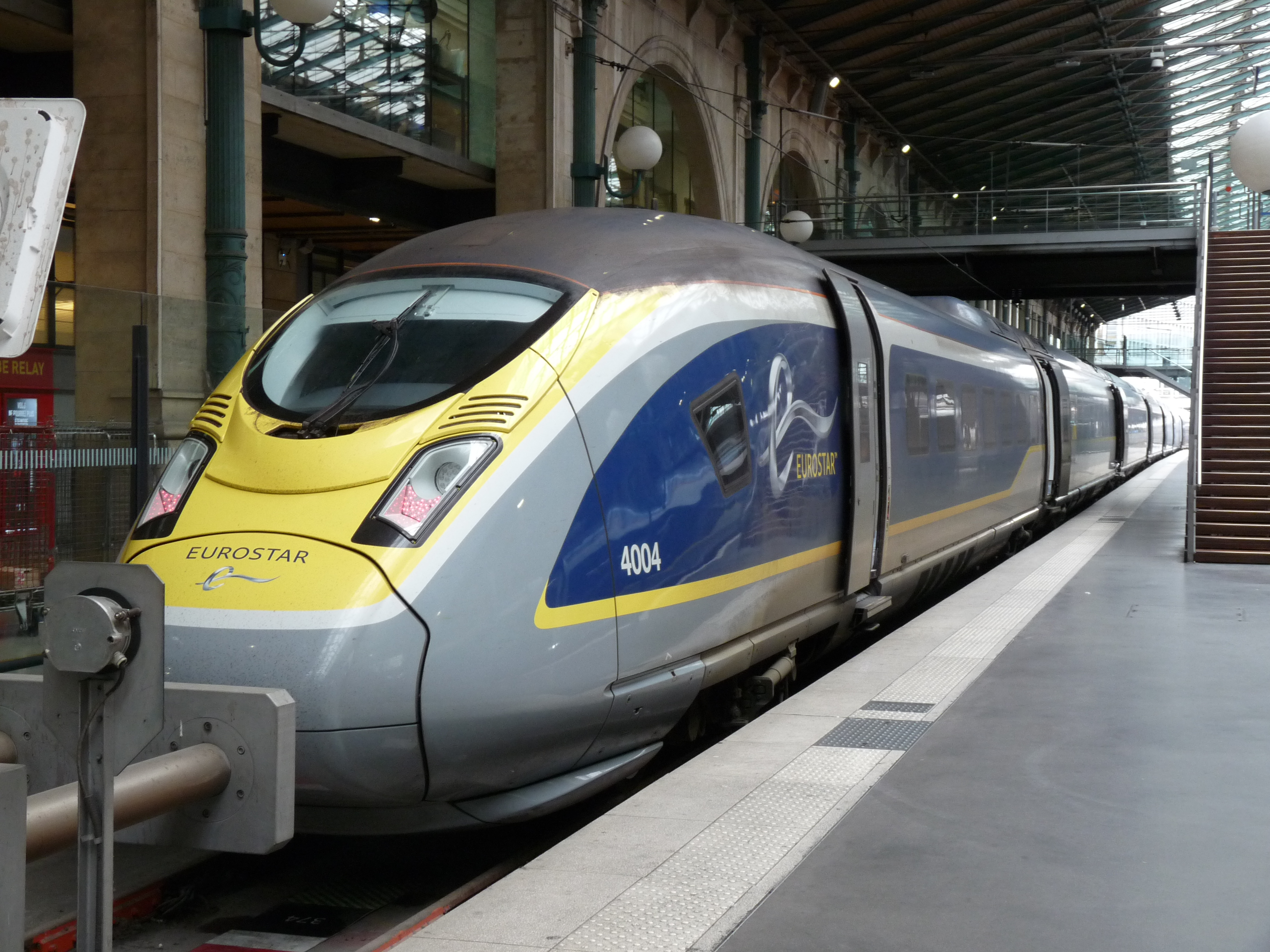
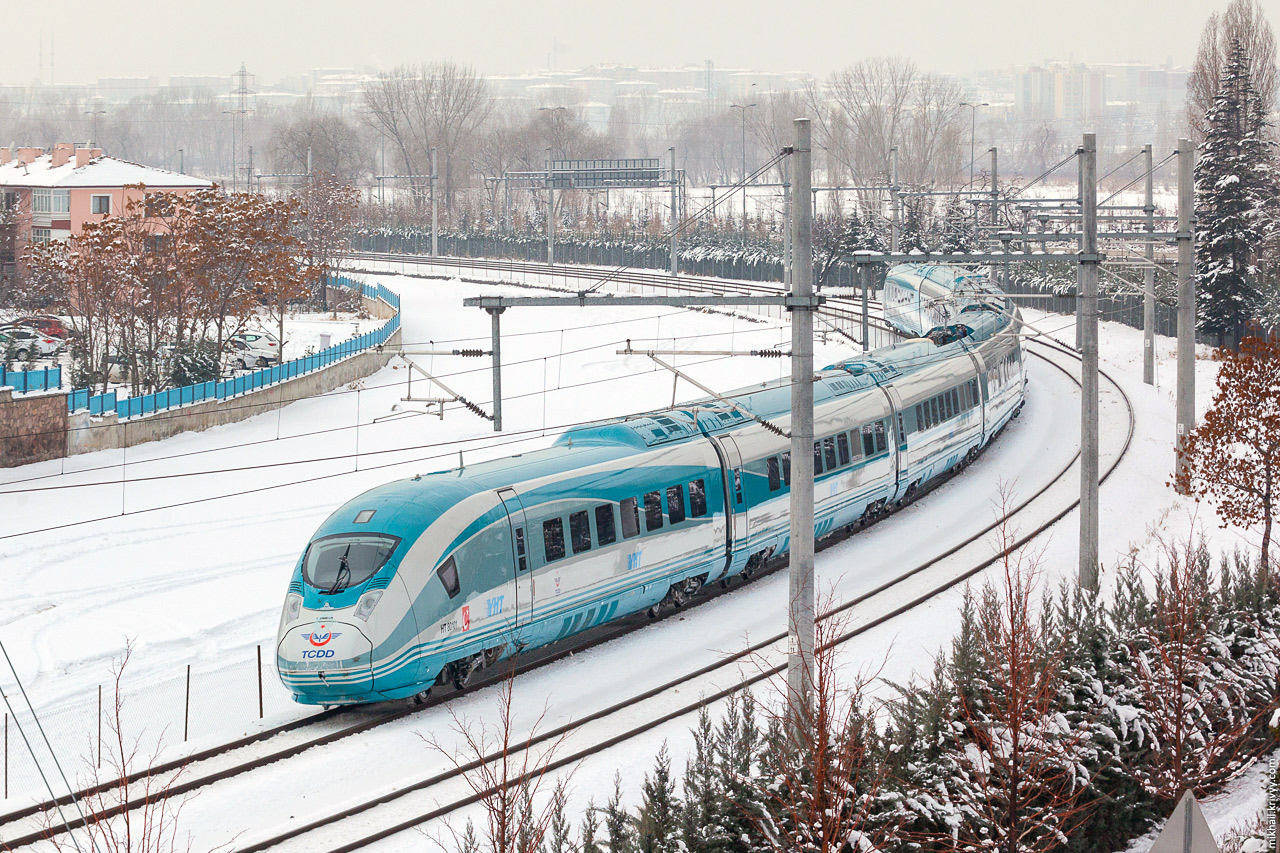

## 같이 보기
- ICE 3